# Departamento de La Paz (Confederación Perú-Boliviana)
La Paz fue uno de los seis departamentos que conformaban el Estado Boliviano, perteneciente a la Confederación Perú-Boliviana.
Limitaba al norte con el departamento del Cuzco del Estado Sud-Peruano, al este con los departamentos de Cochabamba y Santa Cruz, al oeste con los departamentos de Litoral, Puno y Cuzco del Estado Sud-Peruano y al sur con el departamento de Potosí.

## Historia
La Paz envió diputados al Congreso de Tapacarí de junio de 1836, en donde el gobierno boliviano al mando del general Andrés de Santa Cruz en donde acordaron que posterior a la intervención militar en Perú, dar el reconocimiento a la creación de la Confederación Peruano-Boliviana.
La Ley Fundamental de 1837, firmado en la ciudad de Tacna, con aprobación del autoproclamado supremo protector Andrés de Santa Cruz, reconoció a La Paz como un departamento fundador de la Confederación.

## Organización
La Paz estaba sujeto al Gobierno General, su gobernador era nombrado por el presidente del Estado, y este a su vez era nombrado por el supremo protector de turno. El gobernador estaba en la obligación de elegir representantes de su departamento para participar en las reuniones congresales, que eran ordenadas por el presidente del Estado boliviano.

## Territorio
El departamento estaba formado por territorio actualmente repartido entre los estados de Perú y Bolivia. En lo que respecta a Bolivia, La Paz se encuentra dividido entre los modernos departamentos de La Paz y Pando.